# Provincias de Nariño

Provincias de Nariño.

Provincias es el nombre con el cual se conoce a las subdivisiones territoriales históricas que conformaban el departamento colombiano de Nariño y que en la actualidad han sido substituidas por las subregiones. 
Los 64 municipios del departamento se agrupaban en las siguientes provincias: Juanambú (norte), Obando (sur), Pasto (centro), Túquerres (centro-occidente) y Tumaco-Barbacoas (litoral).

## Provincias
| Juanambú | Obando/Sur | Pasto |
| --- | --- | --- |
| Arboleda • Belén • Colón • El Rosario • El Tablón de Gómez • La Cruz • La Unión • Leiva • Policarpa • San Bernardo • San José de Albán • San Lorenzo • San Pablo • San Pedro de Cartago • Taminango | Aldana • Contadero • Córdoba • Cuaspud • Cumbal • Funes • Iles • Ipiales • Guachucal • Gualmatán • Potosí • Pupiales • Puerres        | Chachagüí • Consacá • El Peñol • El Tambo • La Florida • Nariño • San Juan de Pasto • Sandoná • Tangua • Yacuanquer |
| Túquerres/Centro-Occidente | Tumaco-Barbacoas | |
| Ancuya • Cumbitara • Guaitarilla • Imués • La Llanada • Los Andes Sotomayor • Linares • Mallama • Ospina • Providencia • Ricaurte • Samaniego • Santacruz • Sapuyes • Túquerres                     | Barbacoas • El Charco • Francisco Pizarro • La Tola • Magüí Payán • Mosquera • Olaya Herrera • Roberto Payán • Santa Bárbara • Tumaco | |